# Podlipa, Velikovec
Podlipa (nemško Unterlinden) je naselje v Občini Velikovec v Okraju Velikovec na Koroškem v Avstriji.